# Carl Anderson (Sänger)
Carl Anderson (* 27. Februar 1945 in Lynchburg, Virginia; † 23. Februar 2004 in Los Angeles, Kalifornien) war ein US-amerikanischer Sänger und Schauspieler.

## Karriere
Internationale Bekanntheit erlangte er hauptsächlich durch seine Darstellung des Judas Iskariot in der Rockoper Jesus Christ Superstar sowie der gleichnamigen Verfilmung. Anderson spielte diese Rolle über 30 Jahre lang.
1986 war er an Joe Zawinuls Album Di-a-lects beteiligt.
Anderson starb 4 Tage vor seinem 59. Geburtstag an Leukämie.

## Diskografie
Studioalben:
- 1982: Absence With Out Love
- 1983: On and On
- 1985: Protocol
- 1986: Carl Anderson
- 1988: Act of Love
- 1990: Pieces of a Heart
- 1992: Fantasy Hotel
- 1994: Heavy Weather/Sunlight Again
- 1997: Why We Are Here!

Singles:
- 1985: Buttercup
- 1986: Friends and Lovers (mit Gloria Loring)

## Filmografie (Auswahl)
- 1973: Jesus Christ Superstar
- 1977: The Black Pearl
- 1978: Starsky & Hutch (Fernsehserie, 2 Folgen)
- 1978: Detektiv Rockford – Anruf genügt (The Rockford Files, Fernsehserie, Folge 5x10)
- 1979: Der unglaubliche Hulk (The Incredible Hulk, Fernsehserie, Folge 2x13)
- 1979: Sie sah den Mörder (Mind over Murder, Fernsehfilm)
- 1980: Eine amerikanische Familie (Family, Fernsehserie, Folge 5x09)
- 1983: Polizeirevier Hill Street (Hill Street Blues, Fernsehserie, 2 Folgen)
- 1985: Die Farbe Lila (The Color Purple)
- 1985–1988: Zeit der Sehnsucht (Days of Our Lives, Fernseh-Seifenoper)
- 1986: Hotel (Fernsehserie, Folge 3x20)
- 1986/1987: Magnum (Magnum, P.I., Fernsehserie, 2 Folgen)
- 1990: Cop Rock (Fernsehserie, 2 Folgen)
- 2002: Mello's Kaleidoscope (Kurzfilm)